# Avenida Díaz Vélez
La avenida Díaz Vélez es una importante arteria vial de la Ciudad de Buenos Aires, Argentina cuyo nombre tiene su origen en una ordenaza municipal del 27 de noviembre de 1893.

## Recorrido
Su recorrido es en sentido oeste-este, nace en el límite de los barrios de Balvanera y Almagro, a partir de la calle Gallo y las vías del Ferrocarril Sarmiento, a 500 metros de la estación Once.
Su recorrido es en sentido oeste-este.
Siguiendo su recorrido a través de Almagro por 11 cuadras -en el número 4019- se localiza la parroquia Nuestra Señora de Itatí; poco después de cruzar con la calle Yatay -al 4422- se encuentra el Almagro Boxing Club, y al cruzar la calle Río de Janeiro ingresa al barrio de Caballito.
En el número 4558 se encuentra el edificio que albergaba las oficinas de la Comuna 6, anteriormente Centro de Gestión y Participación Comunal 6 (CGPC 6) y CGP6, que es una de las quince comunas en las que está dividida la ciudad de Buenos Aires. A estas oficinas concurrían anualmente más de trescientas mil personas.
Transcurre por la parte sur de Parque Centenario, donde se ubica -a la altura 4821- el Instituto de Zoonosis Luis Pasteur y -enfrente en el 4850- la parroquia Nuestra Señora de los Dolores. A un par de cuadras y en el número 5044 se sitúa el Hospital Durand.
En la intersección con la Avenida Dr. Honorio Pueyrredón está prevista la construcción de la estación Díaz Vélez que será una futura estación de la línea I de la red de subterráneos de la Ciudad de Buenos Aires.
Finaliza en el monumento al Cid Campeador, en la intersección con las avenidas Ángel Gallardo y Avenida Gaona; y continuando hacia el noroeste ya con el nombre de Avenida San Martín.

## Toponimia

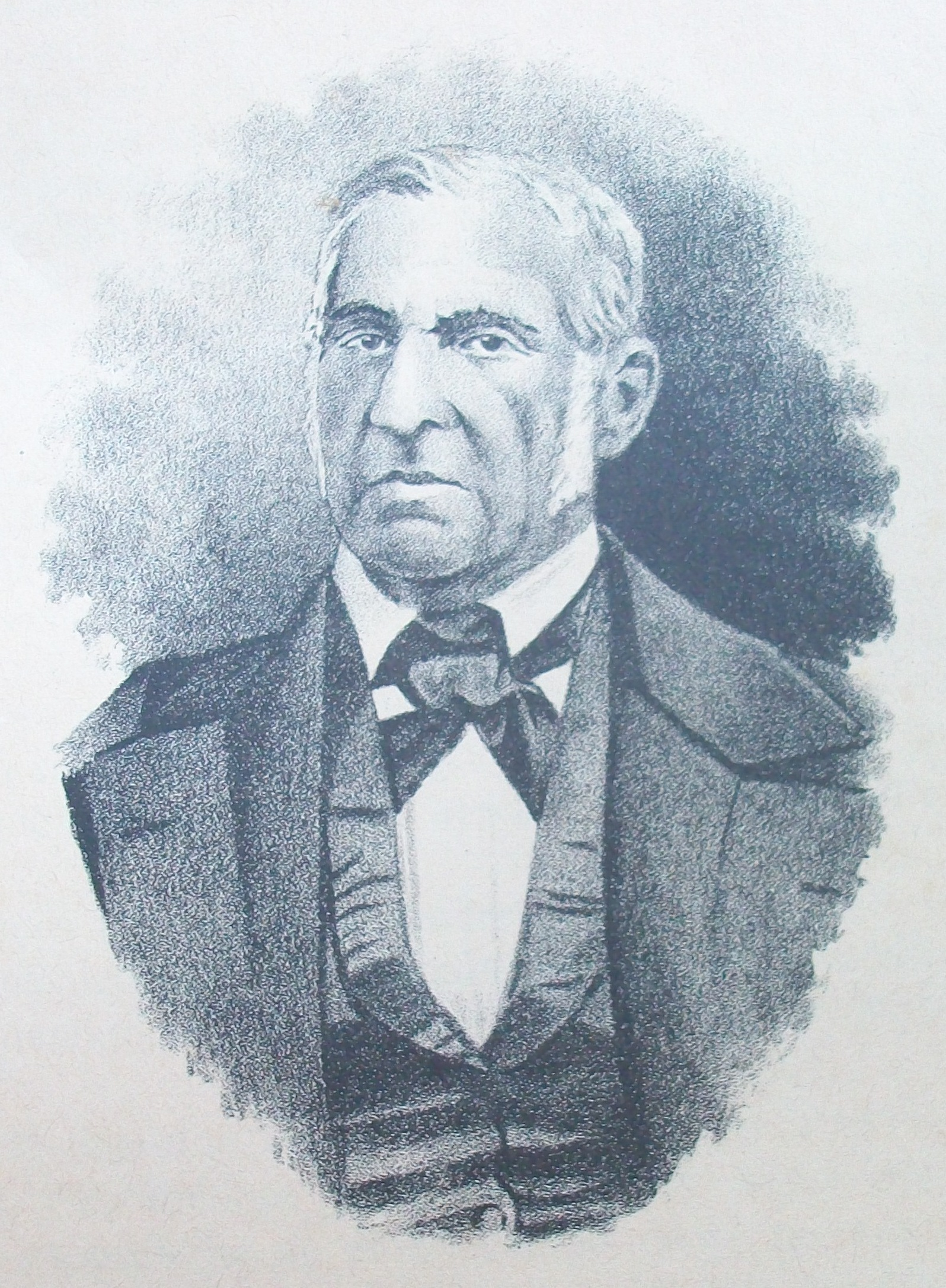
La Avenida Díaz Vélez conmemora al general Eustoquio Díaz Vélez.

Recibe su nombre en honor al general Eustoquio Díaz Vélez (Buenos Aires, 1782 – Buenos Aires, 1856), militar argentino que luchó en las Invasiones Inglesas, participó en la Revolución de Mayo, peleó en la guerra de independencia y en las guerras civiles del país. Fue además estadista, Gobernador militar de Salta, Teniente de Gobernador de Santa Fe y Gobernador interino de Buenos Aires y asimismo un destacado hacendado y estanciero de la provincia de Buenos Aires.

## Fotos

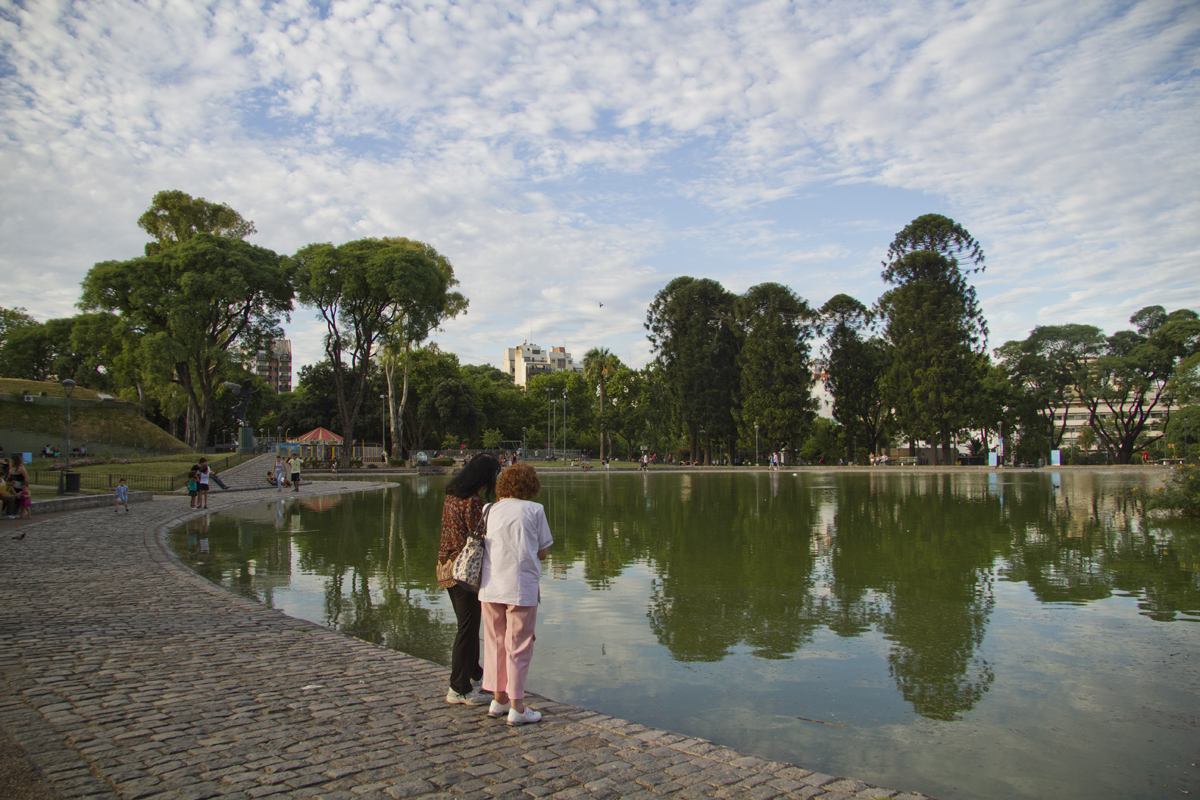
Parque Centenario
Monumento al Cid Campeador

- Datos: Q5713565
- Multimedia: Avenida Díaz Vélez, Buenos Aires / Q5713565